# Silius Italicus
Tiberius Catius Asconius Silius Italicus, född omkring 25 i Italica, död 101 i Kampanien, var en romersk skald.
Silius Italicus var konsul under Nero, senare ståthållare i Asien och tillbragte sina sista år på sina lantställen i Kampanien; på grund av en obotlig sjukdom valde han frivillig hungerdöd. Hans epos Punica (i 17 böcker) om andra puniska kriget med Vergilius som mönster röjer retorisk bildning, men föga poetisk talang. Ett sammandrag på 1 070 hexametrar av Homeros Iliad, den så kallade Ilias Latina (eller Homerus Latinus), varur medeltiden hämtade hela sitt vetande om Homeros, ansågs länge vara ett tidigare arbete av Silius Italicus. Enligt en Wienhandskrift heter författaren Baebius Italicus och han identifieras av nutida forskning med Publius Baebius Italicus.